# Gut bürgerlich (polka)
Gut bürgerlich, op. 282, är en polka-française av Johann Strauss den yngre. Den framfördes första gången den 26 januari 1864 i Redouten-Saal i Wien.

## Historia
Bland de många tidningsartiklar som bevakade 1864 års karneval sticker särskilt en ut med ett innehåll som med tiden skulle få omvälvande betydelse för Wiens musikteater: Der Zwischen-Akt skrev den 13 januari: "Hovbalsmusikdirektören Johann Strauss är upptagen med komponerandet av en komisk enaktsoperett till vilken en lokal författare har bistått med texten". Trots att den aldrig fullbordades var detta spirande försök att skriva för scenen Johann Strauss första trevande försök på den stig som med tiden skulle resultera i hans första operett, Indigo und die 40 Räuber (1871).
Kanske på grund av arbetet med denna operett så bestod Johann Strauss bidrag till årets karneval endast av två valser och fyra polkor. Kommittén för Borgarnas bal fick nöja sig med polkan Gut bürgerlich istället för den vals de hade förväntat sig till sin karnevalsbal den 26 januari. Polkan uppmärksammades knappt alls i pressen, varken vid premiären eller vid det första publika framförandet i Volksgarten den 14 februari. Vid båda tillfällena dirigerades polkan av kompositören själv. Polkan gick inte bättre hem i Ryssland heller då Strauss hade den med på sina konsertprogram under sommarsäsongen i Pavlovsk. Under den fem månader långa turnén spelades polkan endast 17 gånger, jämfört med det årets stora slagnummer, Persischer Marsch (op. 289), som framfördes hela 65 gånger. Strauss ryske förläggare A. Büttner publicerade verket med den ändrade titeln La sérieuse.
Huvudtemat i polkan skulle bli odödlig 35 år senare som en del i operetten Wiener Blut (som bestod av sammansatt Straussmusik sammanställt av Adolf Müller) där den återfanns i akt II som duetten "Ich war ein echtes Wiener Blut" .

## Om polkan
Speltiden är ca 2 minuter och 52 sekunder plus minus några sekunder beroende på dirigentens musikaliska tolkning.